# Scarp
Scarp är en ö i Storbritannien.   Den ligger i kommunen Yttre Hebriderna och riksdelen Skottland, i den nordvästra delen av landet, 800 km nordväst om huvudstaden London. Arean är 11,5 kvadratkilometer.
Terrängen på Scarp är lite kuperad. Öns högsta punkt är 301 meter över havet. Den sträcker sig 4,4 kilometer i nord-sydlig riktning, och 4,4 kilometer i öst-västlig riktning.  Trakten runt Scarp består i huvudsak av gräsmarker.